# Karl Rombach
Karl Rombach (né le 18 janvier 1951 à Schonach im Schwarzwald) est un homme politique du Bade-Wurtemberg de la CDU et membre du parlement de l'état du Bade-Wurtemberg. 

## Formation et carrière
Après l'école primaire de Rensberg, qui appartient aujourd'hui à la commune de Schonach, Karl Rombach suit une formation d'agriculteur. Après avoir réussi l'examen de maîtrise agricole en 1973, il reprend la ferme de ses parents en 1980. 

## Politique
De 1981 à 2009, Karl Rombach est membre du conseil municipal de Schonach et depuis 1989 membre du conseil de district du district de Schwarzwald-Baar. De 1993 à 2009, il est le premier adjoint au maire de la communauté de Schonach. Il est membre du parlement du Land de Bade-Wurtemberg en tant que membre directement élu de la circonscription 54 - Villingen-Schwenningen depuis la 14e législature du 11 avril 2006. Le 27 mars 2011 Karl Rombach est réélu au parlement du Land de Bade-Wurtemberg. Aux élections de l'État en 2016, il perd son mandat direct au profit de Martina Braun (Verts), mais obtient de nouveau un siège au Parlement de l'État en raison des mandats d'indemnisation. Il est membre du conseil d'administration du groupe parlementaire CDU au parlement du Land de Bade-Wurtemberg, président de la commission des transports et membre titulaire de la commission de l'environnement, du climat et de l'énergie, ainsi que membre adjoint de la commission des zones rurales et de la protection des consommateurs, de la commission des finances, de la commission des sciences, De la recherche et des arts, de la commission de l'économie, du travail et du logement, de la commission des affaires sociales et de l'inclusion, de la commission de l'Europe et des affaires internationales, de la commission des pétitions et de la commission visée à l'article 62 de la Constitution de l'État (Parlement d'urgence). 

## Vie privée
Karl Rombach est catholique romain. Il est marié à Rita Rombach, née Haas, et a trois enfants. 